# Andrés Garrone
Andrés Garrone (Leones, 13 maggio 1976) è un allenatore di calcio ed ex calciatore argentino, di ruolo attaccante.

## Carriera
Debutta con il Rosario Central nella Primera División argentina nel 1994. Nel 1995 partecipa con la Nazionale Under-20 di calcio dell'Argentina al Campionato mondiale di calcio Under-20 disputato in Qatar e vinto proprio dagli argentini; nel torneo disputa tre partite segnando un gol.
Negli anni seguenti si trasferisce, sempre in Argentina, nel Club Atlético Los Andes, e successivamente nel Club Atlético Central Córdoba e nel Club El Porvenir. Nel 2000 gioca con il Deportes Quindío nel Fútbol Profesional colombiano, massimo campionato in Colombia, per passare l'anno successivo al Maia, nella seconda serie portoghese.
Nel 2001 si trasferisce in Italia, disputando diversi campionati di Serie D con il Matera, il Sapri, il Cosenza, il Rodengo Saiano con cui vince il campionato di Serie D 2006-2007 segnando 15 gol, ed il Darfo Boario.
Disputa gli ultimi anni della carriera in Eccellenza lombarda con l'Aurora Seriate, con cui vince il campionato di Eccellenza Lombardia 2010-2011, e l'Orsa Corte Franca. Rientrato in Argentina alla fine del 2012, diventa allenatore delle giovanili del Leones, squadra della sua città natale.

## Palmarès

### Club

#### Competizioni nazionali
- Serie D: 1

Rodengo Saiano: 2006-2007

#### Competizioni internazionali
- Coppa CONMEBOL: 1

Rosario Central: 1995

#### Competizioni regionali
- Eccellenza: 1

Aurora Seriate: 2010-2011

### Nazionale
- Campionato mondiale di calcio Under-20: 1

Argentina: 1995